# Nardovelifer altipinnis
Nardovelifer altipinnis è un pesce osseo estinto, appartenente ai lampridiformi. Visse nel Cretaceo superiore (Campaniano - Maastrichtiano, circa 72 milioni di anni fa) e i suoi resti fossili sono stati ritrovati in Italia.

## Descrizione
Questo pesce era di medie dimensioni, e poteva raggiungere i 35 centimetri di lunghezza. Nardovelifer era caratterizzato dalla presenza di nove raggi allungatissimi posti dietro la testa. Altre caratteristiche di Nardovelifer includono il corpo profondo e compresso lateralmente, la testa di grandi dimensioni, 35 vertebre, la pinna anale lunga, composta da numerose spine e con raggi molli, la pinna caudale biforcuta, le pinne pelviche poste sotto le pinne pettorali e composte da 12 raggi, il preopercolo leggermente curvo.

## Classificazione
Nardovelifer è considerato il più antico rappresentante dei lampriformi, un gruppo di pesci teleostei attualmente rappresentati da forme quali il regaleco (Regalecus glesne), il pesce re (gen. Lampris) e il lofote (gen. Lophotes). È possibile che Nardovelifer fosse un membro arcaico della famiglia Veliferidae. 
Nardovelifer altipinnis venne descritto per la prima volta nel 1999 da Lorenzo Sorbini e Chiara Sorbini, sulla base di fossili ritrovati nella località di Donna Donata, nei pressi di Nardò in provincia di Lecce. 